# Бульвар Гагарина (Брянск)
Бульва́р Гага́рина — пешеходная улица в Брянске, расположенная в историческом центре города. Ведёт в западном направлении от бывшей главной городской Соборной площади (ныне Славянская площадь, в обычной речи — просто набережная) в современный центр города (площадь Ленина, стадион «Динамо», Парк Толстого), поднимаясь вверх на всём своём протяжении. Нумерация домов ведётся снизу вверх (от улицы Калинина).
Условно подразделяется на более крутую прибрежную часть, оформленную в виде лестницы, и более пологую нагорную часть.
Для автомобильного движения закрыт на всём протяжении, кроме тупикового участка от проспекта Ленина до площади Карла Маркса.

## История, расположение и становление названия

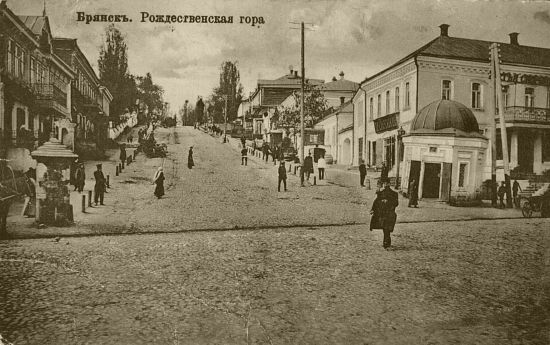
Брянск, Рождественская гора.
Начало XX века

Бульвар Гагарина принадлежит к числу исторических «гор» Брянска — улиц, соединявших низменную прибрежную часть города, выполнявшую в XIX веке роль городского центра, с осваиваемой нагорной частью. Стрелецкая слобода в этой части города известна с XVII века; застройка же по регулярному плану началась в 1780-х годах. В силу естественного рельефа центра Брянска, «разрезанного» глубокими оврагами на отдельные части, Высочайше утверждённая планировка города не была ориентирована строго по сторонам горизонта, а повёрнута на 36° по часовой стрелке.
В этом направлении между оврагами Судок (ныне Верхний Судок) и Белый Колодезь (ныне Нижний Судок) были запроектированы три основные улицы, существующие и поныне. При этом бульвар Гагарина, являясь средней из них, выполняет функцию градостроительной оси, что было закреплено планами 1802 и 1808 годов:77. Две другие (ныне — улицы Фокина и Горького) стали важными транспортными магистралями.

Памятник Юрию Гагарину

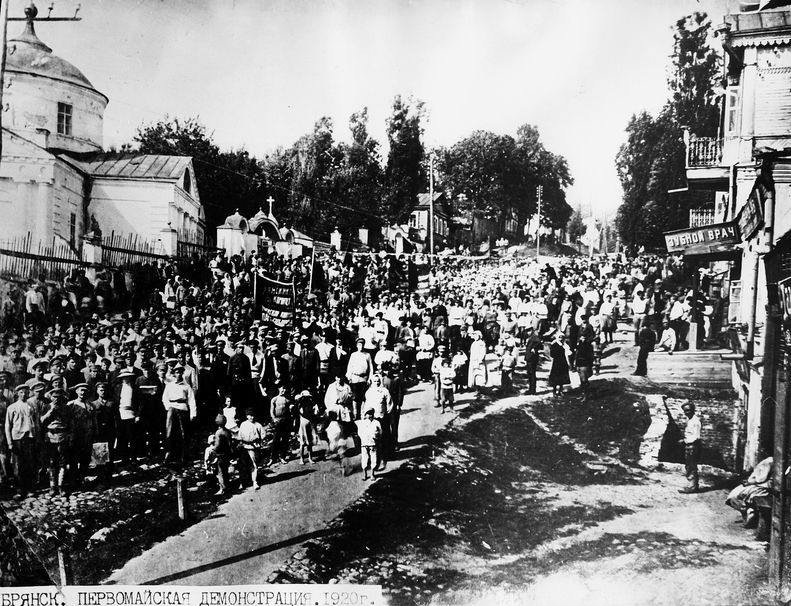
Брянск, Рождественская гора.
Первомайская демонстрация 1920 года

Историческое название бульвара Гагарина — Рождественская гора — связывают с нахождением здесь древнего храма Рождества Христова, упоминаемого с начала XVII века, хотя название «Рождественская гора» встречается и в более ранних документах. (Последнее, каменное здание этого храма, сооруженное в 1823 году, было разрушено в годы Советской власти.) Верхняя, более пологая часть бульвара официально носила название Смоленской улицы.
В 1920-е годы, с насаждением революционной топонимики, Смоленская улица и Рождественская гора были объединены под названием «Советская улица». До окончания формирования нынешнего центра города, эта улица служила местом проведения праздничных демонстраций и других массовых шествий.
Во время оккупации города в годы Великой Отечественной войны улице было временно возвращено название Смоленская.
Согласно принятому в 1946 году новому генеральному плану застройки Брянска, улица была определена как «парадно-пешеходная магистраль», на которой уже тогда предполагалось устроить «лестничные сходы с богатым оформлением скульптурой, беседками, цветниками и фонтанами». Наиболее значительный проект её реконструкции и благоустройства был выдвинут в 1950-е годы, когда активно шло восстановление Брянска, сильно пострадавшего в годы войны, однако он остался нереализованным.
В 1968 году, после визита в Брянск первого космонавта Земли Юрия Гагарина, прошедшего пешком по этой улице, — было принято решение о переименовании части улицы Советской в бульвар Гагарина.

Нереализованный проект реконструкции Советской улицы (ныне бульвар Гагарина) при пересечении с улицей Луначарского

В 1970-х годах нижняя часть бульвара была реконструирована в виде широкой (около 12 м) лестницы с гранитными ступенями (29 маршей по 5 ступеней, разделённых площадками различной длины), ставшей одной из достопримечательностей города. Лестница бульвара (иногда в шутку называемая «Потёмкинской») служит местом выступлений самодеятельных музыкантов; также здесь осуществляется неорганизованная торговля книжной продукцией и предметами декоративно-прикладного искусства.
Около 1980 года в верхней части бульвара была устроена «Аллея трудовой славы» с фотопортретами передовиков производства (в связи с прекращением использования, демонтирована в начале 1990-х годов).
Основной породой деревьев, произрастающих на бульваре Гагарина, являлся каштан, что придавало бульвару характерный вид. (По плану начавшейся в 2010 году реконструкции бульвара, взрослые деревья будут заменены саженцами.) Встречаются также липа, клён, тополь, дуб, туя, белая акация и другие деревья.
В настоящее время проводится реконструкции бульвара Гагарина, призванная придать этому уголку города более современный вид, при сохранении исторической застройки.

## Прилегающие улицы и площади
- «Набережная» (современное официальное название — «Славянская площадь» — не получило широкого использования; историческое название — Соборная площадь)
- Улица Калинина (историческое название — Московская улица)
- Улица Луначарского (историческое название — Старо-Соборная улица)
- Площадь Карла Маркса (историческое название — Красная площадь) и улица Карла Маркса (историческое название — Красный переулок)
- Площадь Ленина (исторического названия не имеет) и проспект Ленина (историческое название — Петропавловская улица)
- Октябрьская улица (историческое название — Завальская улица)

Делая небольшой излом у стадиона «Динамо», бульвар Гагарина далее переходит в Советскую улицу (историческое название — Смоленская улица), начало которой в середине 2000-х годов также реконструировано в пешеходный бульвар.

## Застройка
В связи с расположением бульвара в исторической части города, практически все здания являются объектами историко-культурного наследия (памятниками архитектуры) или ценной исторической застройки. Ниже приведён полный перечень зданий, выходящих на бульвар Гагарина.

### Нечётная сторона
- Улица Калинина, 99а. Угловое административное здание облпотребсоюза (архитектор В. Н. Городков, 1956) входит в архитектурный ансамбль Набережной.
- Бульвар Гагарина, 1. Жилой дом 1 половины XIX века[8]:14 (частично занят офисом строительной фирмы) 
В начале 2000-х гг. к нему было пристроено кафе «Медведь» в стиле модерн, органично вписавшееся в панораму старинной застройки.
- Пустующая площадка, ранее занятая храмами Введения Пресвятой Богородицы и Рождества Христова (снесены в середине XX века). В 1990-е годы предпринималась безуспешная попытка разместить на этой площадке вещевой рынок. В настоящее время обсуждается возможность восстановления одного из храмов или строительства здесь мемориальной часовни в память об утраченных святынях[9]. Выше этой площадки и чуть в глубине относительно бульвара, около 1980 года построено здание бывшего ресторана «Дубрава» (в настоящее время — одноимённый торговый центр), выходящее на улицу Луначарского.
- Памятник архитектуры (вновь выявленный объект). 
Улица Луначарского, 45/9. Жилой дом (архитектор А. Э. Фридман, 1950-е годы).[8]:23 В своё время это здание, выходящее широкими фасадами на две пересекающиеся улицы, являлось одним из крупнейших в городе, несмотря на неполное воплощение первоначального проекта (см. на фото выше) — средняя секция с характерной башенкой так и не была построена.
- Здания Брянской областной Думы и гостиницы «Чернигов» входят в ансамбль площади Карла Маркса.
- Здания жилого дома (просп. Ленина, 24) и администрации города (просп. Ленина, 35) входят в ансамбль площади Ленина.
- Бульвар Гагарина, 19. Жилой дом с выставочным залом — построен в начале XX века как двухэтажный, а около 1960 года надстроен ещё двумя этажами. В своём нынешнем виде не является памятником архитектуры.
- Бульвар Гагарина, 23. Современное здание универсального назначения, на месте которого на протяжении около 30 лет был пустырь. Старинную застройку этого участка снесли в конце 1970-х годов, планируя построить здесь новое здание Брянского горкома КПСС. Однако по различным причинам ни этот проект, ни последующие проекты перестроечного и постперестроечного времени (ресторан, гостиница, Сбербанк) воплощены не были.
- Памятник архитектуры (вновь выявленный объект). 
Бульвар Гагарина, 25. Угловое здание Дома профсоюзов (архитекторы Н. В. Куспак и А. М. Гуров, 1952).[1]:66

К нечётной стороне бульвара Гагарина относится также административное здание отраслевых профсоюзов (бульвар Гагарина, 27), выходящее на площадь перед стадионом «Динамо». Оно построено в 1970-е гг., к исторической застройке не относится.

### Чётная сторона
- Улица Калинина, 101. Угловой жилой дом с аптекой (1948—1950 гг.) входит в архитектурный ансамбль Набережной.
- Памятник архитектуры (вновь выявленный объект). 
Бульвар Гагарина, 6. Дом инженера Боровича (рубеж XIX—XX вв.)[8]:14. Памятник архитектуры. Официально считался трёхэтажным, но нижний (по сути, цокольный) этаж в левой части сходит на нет из-за перепада рельефа. Выделялся из окружающей застройки резными наличниками и карнизами верхнего (деревянного) этажа.[1]:101 В настоящее время находится в руинированном состоянии, верхний деревянный этаж и вальмовая кровля демонтированы. Нуждается в капитальном ремонте.
- Памятник архитектуры (вновь выявленный объект). 
Бульвар Гагарина, 8. Жилой дом (XVIII-XIX вв.) — показан уже на планах города 1802 и 1808 гг.; фасады изменены во 2-й половине XIX века[1]:101. Состояние этого здания неудовлетворительное: оно не эксплуатируется более 15 лет и нуждается в капитальном ремонте.
- Памятник архитектуры (вновь выявленный объект). 
Бульвар Гагарина, 10. Жилой дом (вторая половина XIX века), в настоящее время занят научно-методическим центром «Народное творчество».[8]:14
- Памятник архитектуры (вновь выявленный объект). 
Бульвар Гагарина, 12. Усадьба доктора Н. С. Полянского.[8]:14 Включает флигель середины XIX века и главный дом XVIII-XIX вв., ранее занимаемый различными учреждениями (типография, земельный комитет), а ныне пустующий. Этот дом также показан на планах города 1802 и 1808 гг. Хороший образец жилой постройки Брянска периода классицизма с обновлённым в XIX в. фасадным убранством в духе эклектики.[1]:102
- Винный за́мок постройки 1899 года (бульвар Гагарина, 14) — ныне главный корпус ОАО «Брянскспиртпром». Здесь же, за массивной кирпичной стеной, тянущейся вдоль бульвара на протяжении около 80 м, расположены и производственные корпуса этого предприятия. Винный замок, а также поликлиника (бульвар Гагарина, 16) входят в ансамбль площади Карла Маркса.

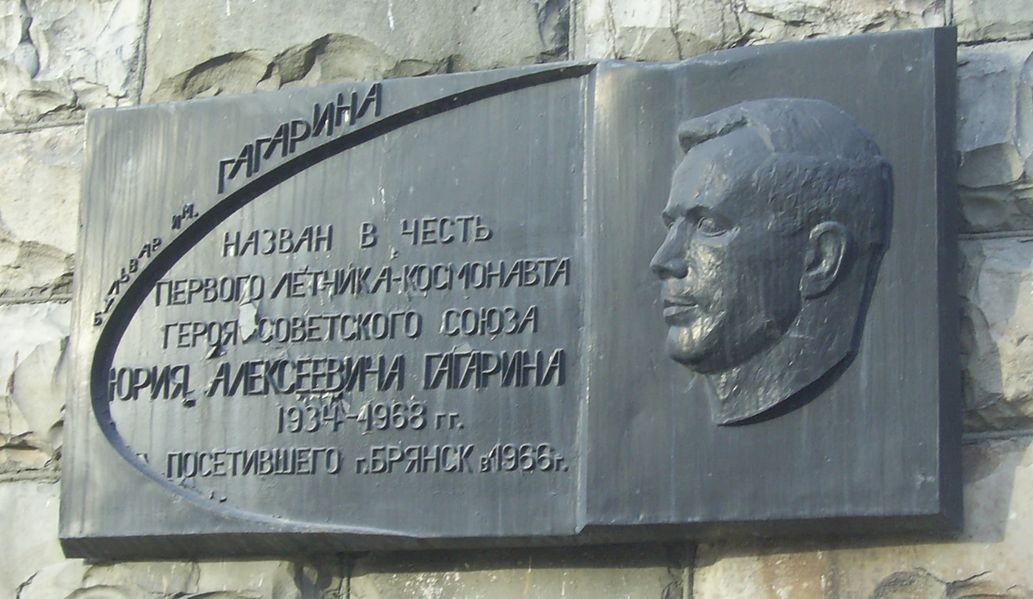
Мемориальная доска

- Дом банков и промышленности (архитектор А. З. Гринберг, 1928, ныне — один из корпусов БГИТА) и Дом политпросвещения (1970-е гг., ныне занимаемый Федеральным арбитражным судом ЦФО) входят в ансамбль площади Ленина. На Доме банков и промышленности размещена мемориальная доска с информацией о наименовании бульвара.
- Бульвар Гагарина, 22. Жилой дом — типовая кирпичная пятиэтажка 1960-х годов, к исторической застройке не относится.
- Бульвар Гагарина, 26. Жилой дом (1886) — характерный пример застройки города конца XIX века. Двухэтажное здание (первый этаж каменный, второй деревянный) с распространённым в это время резным декором.[1]:102 До настоящего времени эксплуатируется как жилое (8 квартир); вероятно, является старейшим многоквартирным жилым домом в городе.
- Бульвар Гагарина, 28. Здание областной прокуратуры (1930-е гг.) — трёхэтажное административное здание сталинской эпохи.[8]:15
- Бульвар Гагарина, 30. Жилой дом с магазинами — построен в начале XX века как двухэтажный; около 1960 года надстроен ещё одним этажом. В своём нынешнем виде не является памятником архитектуры.

К чётной стороне бульвара Гагарина относится также храм Рождества Богородицы (бульвар Гагарина, 32), стоящий чуть в глубине парка имени Толстого.
12 апреля 2014 года на бульваре перед парком имени Толстого был установлен памятник Юрию Гагарину. Памятник изображает космонавта в момент, когда он идёт по Красной площали докладывать главе государства об успешном завершении первого космического полета человека — включая развязавшийся в этот момент шнурок на его ботинке.

## Транспорт
Основными транспортными магистралями, по которыми осуществляется проезд к бульвару Гагарина, являются улица Калинина и проспект Ленина. На улице Калинина находится остановка общественного транспорта «Набережная» (троллейбусы маршрутов 1, 2, 6, 13 (по состоянию на 05.2023 не работает); автобусы 1, 2, 6, 13, 22, 37, 103; маршрутные такси 42, 49, 52, 79, 99). На проспекте Ленина — остановка общественного транспорта «Площадь Ленина» (троллейбус маршрута 14; автобусы 25, 37; маршрутные такси 35, 36, 42, 43, 44, 46, 166).
Также к бульвару Гагарина можно пройти от остановок «Драмтеатр» и «Школа № 2», расположенных на параллельной улице Фокина (троллейбус 13 (по состоянию на 05.2023 не работает), автобус 27, маршрутные такси 44, 49, 69).

## Образ бульвара в искусстве
- В середине 2000-х годов бульвар Гагарина и расположенное на нём кафе «Медведь» стали одним из мест съёмок художественного фильма «Ничего личного» (режиссёр — Лариса Садилова, 2007).
- Живописный и хорошо узнаваемый образ бульвара Гагарина неизменно является темой работ многих современных брянских художников, успешно реализуемых в качестве сувениров на память о Брянске.
- Бульвару Гагарина посвятили свои стихотворения многие брянские писатели, в числе которых — члены Союза писателей России Людмила Ашеко, Леонид Мирошин, Владимир Сорочкин, Виктор Володин.